# Nin
Pour les articles homonymes, voir Nin (homonymie) et NIN.

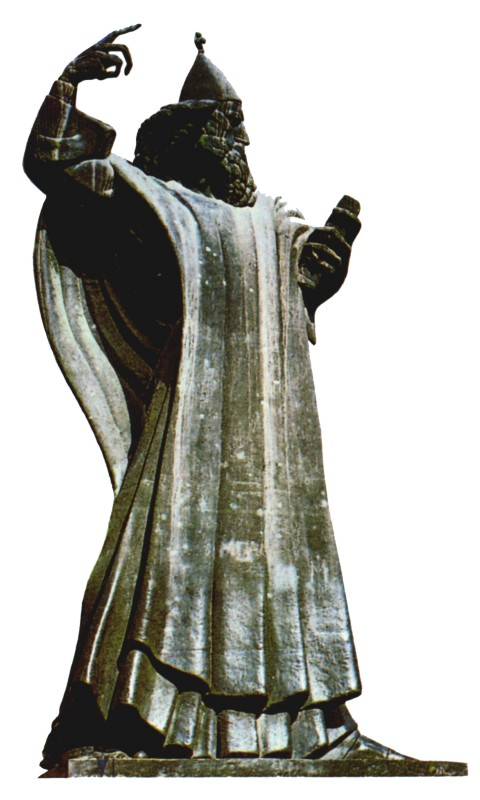
Statue de Grégoire de Nin à Split

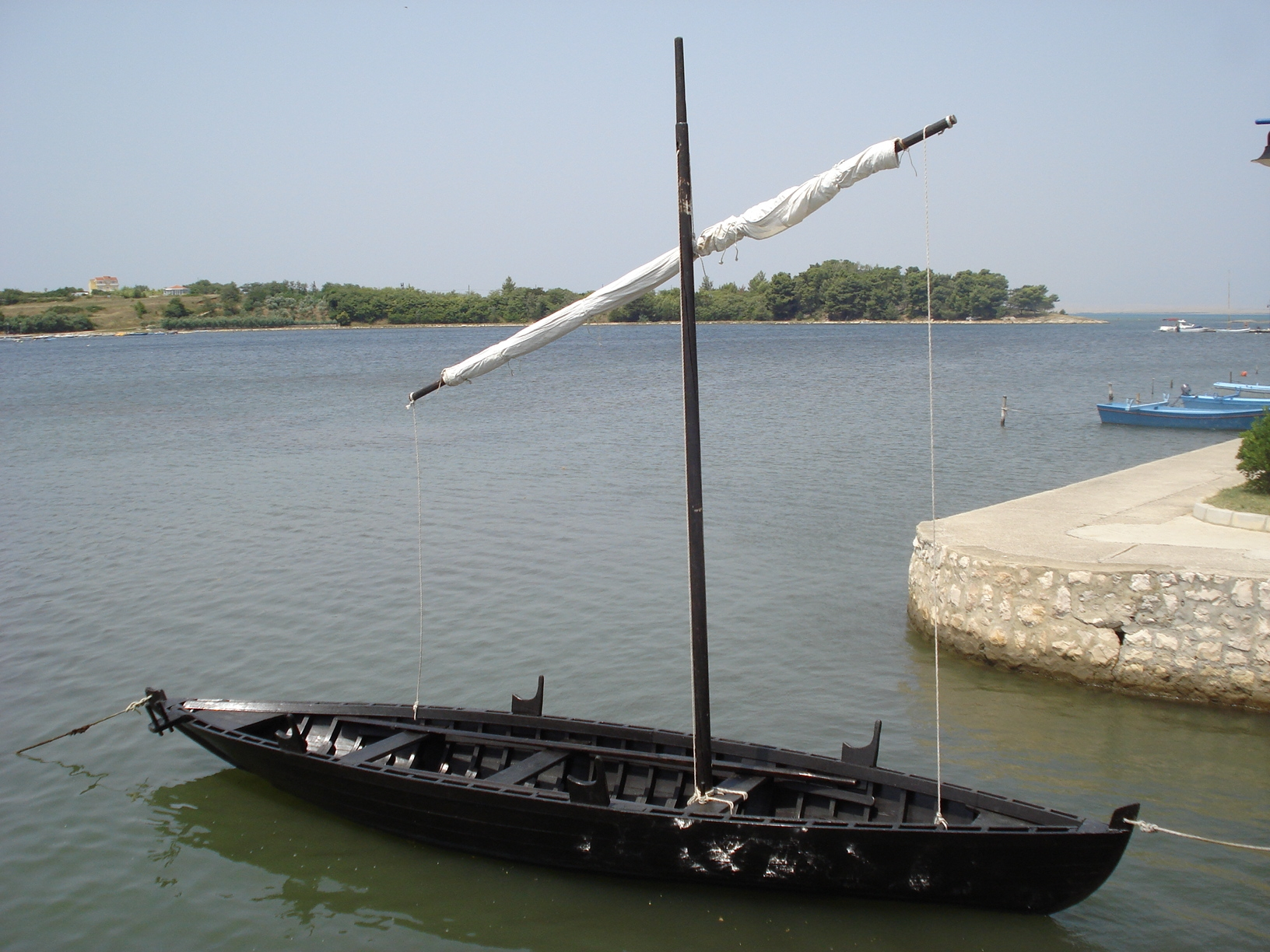
Réplique de kondura

Nin (en latin, Nona ou Ænona) est une ville et une municipalité située en Dalmatie, dans le Comitat de Zadar, en Croatie. Au recensement de 2001, la municipalité comptait 4 603 habitants, dont 94,31 % de Croates et la ville seule comptait 1 256 habitants.

## Géographie
La ville est située au nord-ouest de Zadar au cœur d'une lagune, le noyau antique de la ville s'étend sur un ilot dont le diamètre est de seulement 500 mètres. Elle est reliée au continent par deux ponts de pierre. Au nord, au sud et à l'ouest, elle est entourée de plages de sable longues et peu profondes tandis qu'à l'est s’étendent des champs de sel. 
Le centre historique de la ville est situé sur un îlot relié au continent par deux ponts en pierres datant du XVIe siècle. On y trouve notamment un musée archéologique qui témoigne du riche passé historique de la ville.
Au XXIe siècle, Nin est une destination touristique et culturelle.

## Histoire

### Origines
La ville au passé antique, âgée de 3 000 ans, compte parmi les villes les plus anciennes de la côte adriatique orientale. Elle a été fondée par les Liburniens au IXe siècle av. J.-C. et a fait office de port maritime et de centre d'affaires. Les vestiges du port antique de Nin, Aenona à l'époque (puis Nona), sont encore visibles en mer. À l'époque romaine, l'importance de Nin décroît : il en reste les ruines d'un temple, et divers objets conservés au musée archéologique de Nin.

### Nin, la première ville royale croate
Nin est le berceau historique croate, le premier centre politique, religieux et culturel de la Croatie médiévale, la ville royale croate la plus ancienne, le centre permanent et provisoire des dirigeants croates : les princes Viseslav, Trpimir et Branimir, les rois Tomislav, Petar Kresimir IV, Zvonimir et d'autres. Nin a été le siège d'un diocèse du IXe au XIXe siècle : Diocèse de None (en). 
L'état croate a été reconnu pour la première fois de l'histoire en 879. Au début du Moyen Âge, pendant la période des dirigeants croates, le duc Branimr accède au trône en 879 par une prise de contrôle militaire. Le dirigeant précédent, Zdeslav, avait commencé à se tourner vers l'Empire byzantin, politiquement et religieusement. Le pape Jean VIII,dans une lettre à Branimir datée du 7 juillet 879, donne sa bénédiction à l'état croate et à son peuple. Lors de la fête de l'Ascension de cette même année, il célèbre une messe et une bénédiction pour la nation croate. Cette reconnaissance de l'état est un des moments clés de la naissance et de la création de l'état croate. Aujourd'hui, Nin célèbre ce jour de fête le 7 juin et la République de la Croatie célèbre le Jour de Diplomatie à cette date en raison de l'importance de cette reconnaissance historique de l'état croate.

## Monuments culturels et historiques de Nin
Sa fondation remontant à trois mille ans, Nin est une des villes les plus anciennes de la Méditerranée. Beaucoup de civilisations ont laissé leurs traces qui peuvent être mieux vues dans le noyau de la ville sur l’îlot au milieu de la lagune peu profonde. Dans la préhistoire c'était un port de commerce significatif et ensuite municipe (statut possibles pour une cité du monde romain antique) romain. Au Moyen Âge Nin était le premier centre de la Croatie et le diocèse d'un évêque du IXe au XIXe siècle, ce qui lui a valu son surnom de Bethléem croate. Il y avait douze églises et trois monastères, dont trois églises subsistent. On compte parmi les vestiges les restes du plus grand temple romain sur l'Adriatique datant du Ier siècle, des mosaïques du IIe, les restes des bâtiments romains autour de l'église de la Sainte-Croix du VIe siècle.

### L'église de la Sainte-Croix, la cathédrale la plus petite dans le monde

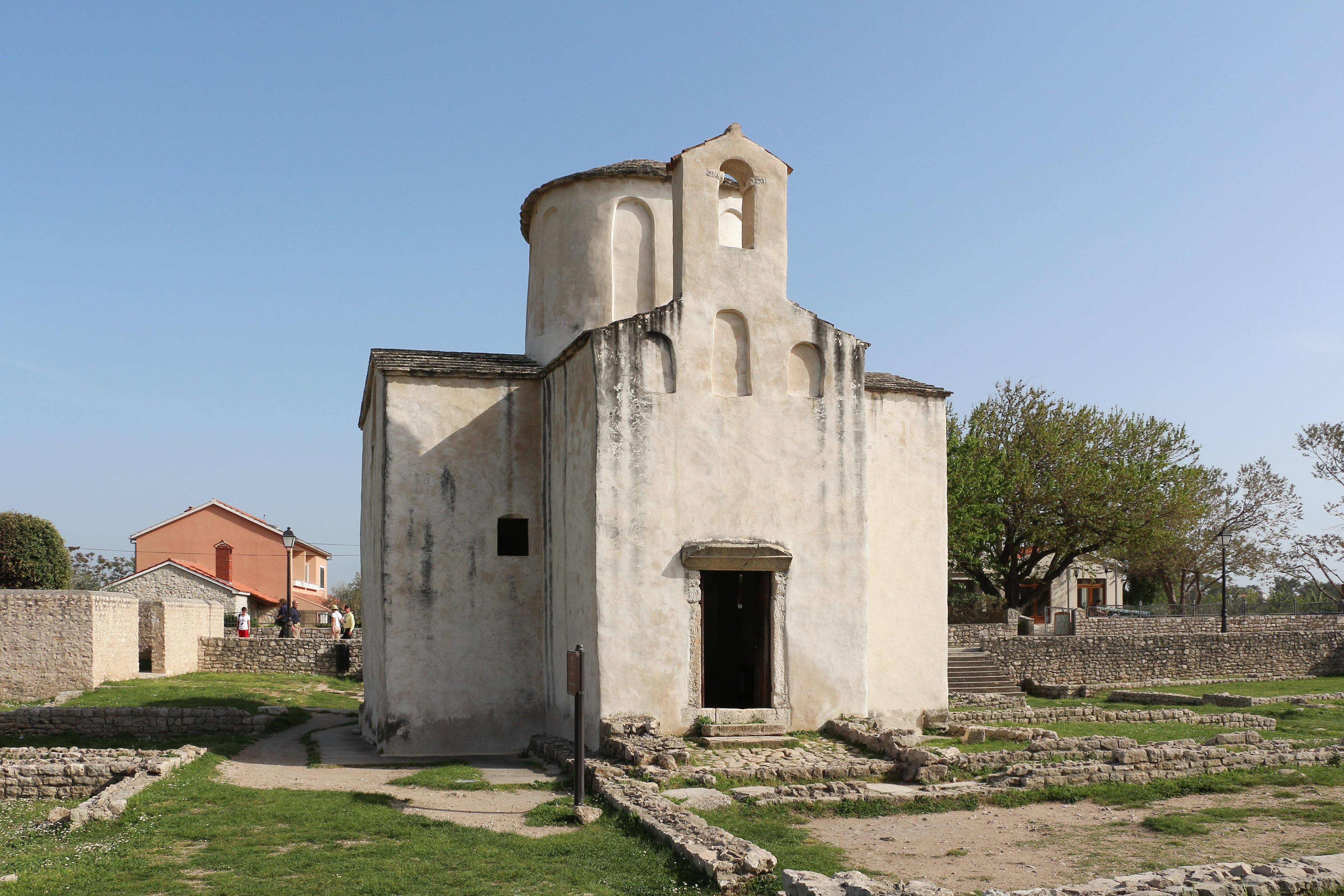
L'Église Sainte-Croix de Nin

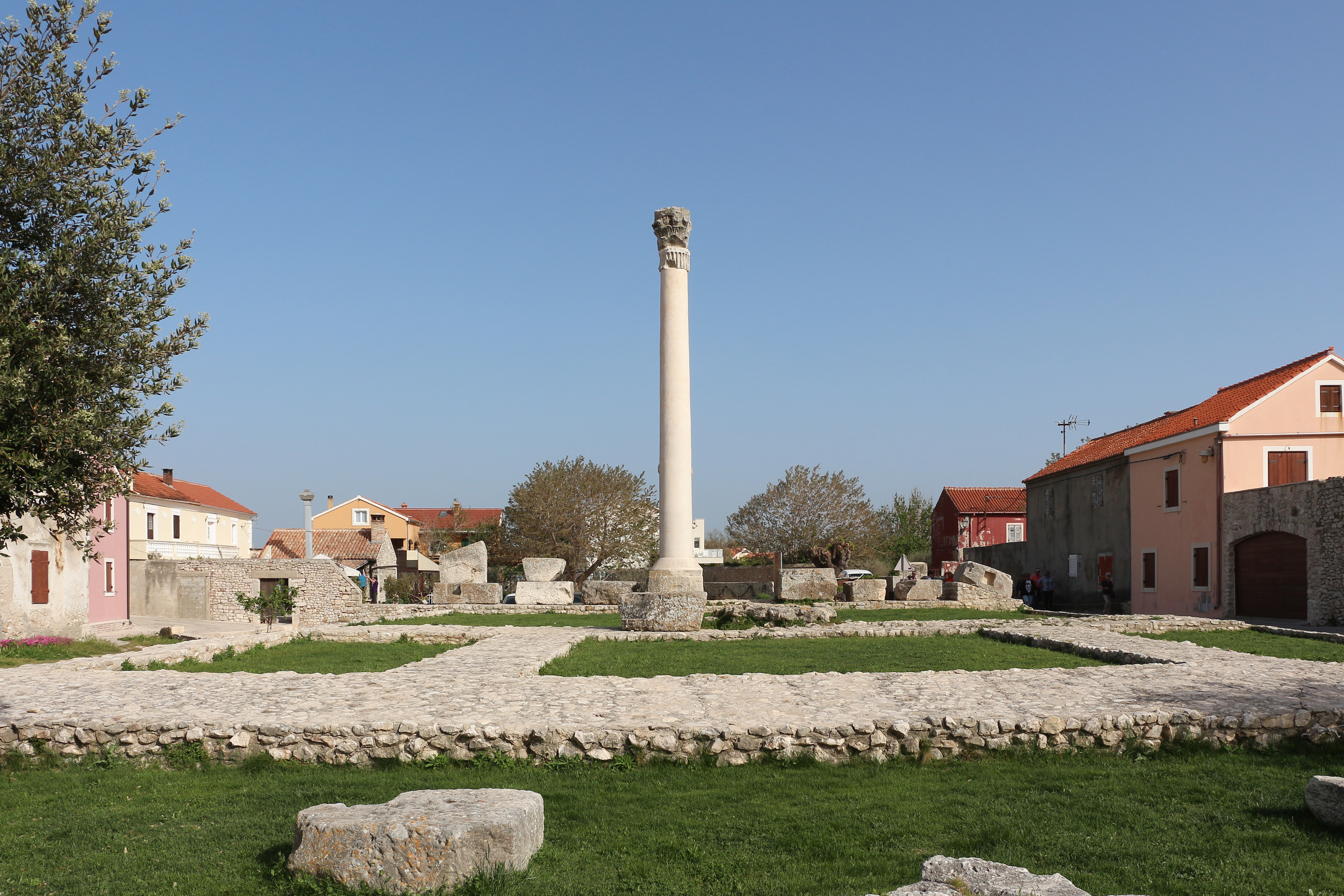
Ancien temple romain à Nin.

Parmi les monuments ayant le plus de valeur et le mieux préservés d'architecture chrétienne, l'église de la Sainte-Croix date du IXe siècle, première période chrétienne des Croates. L'église est la seule structure sacrée dans Nin qui soit restée intacte depuis sa construction. Elle mesure 7,80 m de long, 7,60 m de large et 8,20 m de haut (mesures intérieures), tandis que ses murs ont 57 cm d'épaisseur. On l'appelle populairement "la cathédrale la plus petite dans le monde" (surnom qu'elle doit à Thomas Jackson, architecte anglais qui a achevé le clocher de Sainte-Anastasia à Zadar au XIXe siècle). Pendant la période des dirigeants croates, c'était la chapelle de la cour du prince. L'édifice a été construit sur les vestiges de maisons antiques (Ier - VIe siècle) visibles encore aujourd'hui et entouré de tombes médiévales.

### L’église de Saint-Nicolas
L'église de Saint-Nicolas est placée sur le domaine de Prahulje près de Nin et était particulièrement importante pour les dirigeants de la dynastie croate et l'histoire de Nin antique. L'édifice, construit avec de petites pierres, est situé sur une colline qui domine le territoire de Nin. Il mesure 5,90 m de long, 5,70 m de largeur et 6 m de haut (mesures intérieures), tandis que les murs ont 50 cm d'épaisseur. En raison de la menace turque, un bastion de défense a été ajouté aux XVIe - XVIIe siècle. L'église de Saint-Nicolas est le seul exemple préservé d'architecture romane intacte et date du XIe siècle au début du XIIe siècle.

### Le baptistère du prince Višeslav
C'est une cuve baptismale de pierre hexagonale. Une copie se trouve dans la collection archéologique de Nin tandis que l'original est conservé au Musée archéologique de Split.

## Localités
La municipalité de Nin compte 6 localités : 
| Grbe • Nin • Ninski Stanovi • Poljica-Brig • Zaton • Žerava |

## Personnalités

### du passé
- Prince Branimir de Croatie, en charge de 879 à 892.
- Grégoire de Nin, évêque de Nin de 900 à 928, présent aux premiers synodes de Split (en) (925 et 928).
- Petar Krešimir IV de Croatie (famille-dynastie Trpimirović), en fonction de 1058 à 1074.